# Угре
Угре́ (валлон. Ougrêye, фр. Ougrée) — колишнє місто (точніше — комуна) у Бельгії у провінції Льєж, з 1977 року як район входить до складу міста Серен. Лежить на правому березі річки Маас. Місто було відомо своїми металургійними підприємствами й шахтами. Тут був розташований металургійний завод компанії «Угре-Мар'є» — найбільший у 1960-х роках металургійний завод Бельгії, що тепер належить компанії ArcelorMittal. Крім того, у місті були розвинуті металообробна, хімічна промисловість, виробництво вибухових речовин.

## Населення
| Рік       | ~ 1878 | 1953  |
| --------- | ------ | ----- |
| Населення | 9000   | 18000 |

## Уродженці
- Мішель Прюдомм — бельгійський футболіст, воротар.

## Виноски
1. ↑   Чёрная металлургия капиталистических стран: технико-экономический обзор. — М. : Государственное научно-техническое издательство по чёрной и цветной металлургии. — 1966. — С. 360. (рос.)
2. ↑   Report Upon the Commercial Relations of the United States with Foreign countries for the year 1878. U.S. Government Printing Office, 1879. P. 182. (англ.)
3. ↑   Угре. // Большая советская энциклопедия, 2 издание. Том 43. — М.: Изд-во Большая советская энциклопедия, 1956. — С. 635. (рос.)